# سفر الأمثال
سفر الأمثال من أسفار التناخ وفق المسمى المتعارف عليه في المصادر اليهودية، أي أسفار العهد القديم.، ويقع سفر الأمثال ضمن أسفار المكتوبات، وهي القسم الثالث من أقسام العهد القديم؛ إذ يتكون العهد القديم من ثلاثة أقسام رئيسة: القسم الأول «التوراة» ويشمل خمسة أسفار، والقسم الثاني «الأنبياء» ويضم ثمانية أسفار، والقسم الثالث «المكتوبات» ويشمل أحد عشر سفرًا.
من الجدير بالذكر أن أسفار المكتوبات، مثل: المزامير والأمثال وأيوب ونشيد الأناشيد وروث والمراثي والجامعة، يغلب عليها الطابع الدنيوي الفلسفي، وثمة رأي يؤكد تأثرها بالبيئة الفلسفية التي سادت الحضارة الهيلينستية. هذا بالإضافة إلى كون هذه الأسفار متأثرة بتقاليد الشرق الأدنى القديم، خصوصًا تقاليد بلاد ما بين النهرين، فهناك من يتحدث على سبيل المثال عن أصول سومرية لسفر نشيد الأناشيد من حيث الشكل والمضمون.
يتكون سفر الأمثال من 31 إصحاحًا، ويحتوى على مجموعة من الأمثال وأدب الحكمة والشعر. يمكن وصف معظم ما ورد في هذا السفر بالأدب التعليمي، وإنْ كان الأسلوب المتبع في هذا السفر يشبه أسلوب الأمثال من ناحية الإيجاز في اللفظ وجودة الكتابة. يتناول سفر الأمثال موضوعات متنوعة، مثل: طاعة الوالدين والنهي عن المنكر والظلم والأمر بالعدل والصدق والأمانة والتواضع، وآداب الزيارة وعدم الغش في الكيل والتبصر في الأمور، والإحسان إلى من يحسن. ومن الملاحظ أن السفر لم يذكر اسم إسرائيل، ويخلو من النهي عن عبادة الأوثان. وقد جمع هذا السفر أمثال وحكم شعوب المنطقة، أي أنَّ الأمثال والحكم الواردة في هذا السفر ليست من نتاج العقلية اليهودية وحدها؛ وإنما فيها أمثال وحكم اقتبست من الأدب الكنعاني والمصري والبابلي وآداب شعوب الشرق الأدنى القديم.
من دون شك كان نوع «الحكمة» الأدبي واسع الانتشار في جميع أنحاء الشرق الأدنى القديم، وتكشف قراءة سفر الأمثال إلى جانب الأمثلة التي تم العثور عليها في مصر وبلاد ما بين النهرين عن أرضية مشتركة تتقاسمها الحكمة العالمية. ربما يكون أدب الحكمة في إسرائيل قد تطور في البلاط الملكي، ودور التعلم.

## الاسم
اسم السفر في النص العبري «أمثال سليمان بن داود» عليهما السلام ملك إسرائيل، وفي النص اليوناني «أمثال سليمان» عليه السلام أو «الأمثال». يتكون السفر من 31 إصحاحًا وتبلغ عدد فقراته 917 فقرة. ومن الجدير بالذكر أن اسم السفر المأخوذ من الفقرة الأولى من الإصحاح الأول (1: 1)، وهي mishley shelomoh، بمعنى (أمثال سليمان)، والتي تتكرر في مستهل الإصحاح العاشر (10: 1) والإصحاح الخامس والعشرين (25: 1)، من المرجح أن هذه الإشارات تهدف إلى عنونة المحتوى وليس نسب التأليف إلى سليمان. وربما تكرار ذكر اسم سليمان عليه السلام قد شجع على إدراج السفر في الكتاب المقدس العبري.

## نشأة سفر الأمثال
من المستحيل تقديم تواريخ محددة للأقوال في سفر الأمثال، حيث تعد «تجميعة لتجميعات» متعلقة بنمط حياة استمر لأكثر من ألف عام. لكن التقليد اليهودي ينسب تأليف السفر إلى سليمان عليه السلام؛ إلا أن نقاد الكتاب المقدس ينكرون هذه النسبة، ويقولون بأن اليهود نسبوا السفر إلى سليمان عليه السلام من قبيل الشهرة لا أكثر وقد فعلوا ذلك مع كل من سفري (الجامعة والحكمة). ويرجح نقاد الكتاب المقدس أن السفر قد صدر من قِبَل عدة مؤلفين وخلال فترات زمنية بدليل تعدد الأساليب الأدبية في السفر وذكره لبعض مؤلفيه، مثل «آجور بن ياقة» و«لموئيل»؛ ومن ثمَّ "فالسفر ليس من فعل شخص واحد، ولا نتاج عصر واحد، وإنما هو من الآداب الشعبية التي تتناقلها الأجيال وتُدخل عليها كثيرًا من الزيادة والنقصان". كما تظهر في سفر الأمثال بعض التأثيرات الآرامية، التي توحي بأن أضافات قد أدخلت على السفر في وقت متأخر، هذا بالإضافة إلى الأقوال المنسوبة إلى الأنبياء والتثنية. ويُرجح أنه في زمن السبي البابلي جمعت حكمة سليمان وأضيفت إليها أقوال جديدة.

## أقسام سفر الأمثال
سفر الأمثال عبارة عن مختارات، ويتكون من سبع وحدات منفصلة.
- القسم الأول (الإصحاحات1- 9): مجموعة نصائح أب لابنه. وربما كانت آخر وحدة يتم تكوينها، في الفترة الفارسية أو الهيلينستية. يتوازى هذا القسم مع الكتابات المسمارية السابقة.
- القسم الثاني (الإصحاحات 10- 22: 16): يحتوي على 376 مثلاً منسوبة لسليمان عليه السلام.
- القسم الثالث (الإصحاحات 22: 17- 24: 22): مجموعة من الأمثال تنسب إلى حكماء مجهولين، وتستفتح أقوالها: «أَمِلْ أُذْنَكَ وَاسْمَعْ كَلاَمَ الْحُكَمَاءِ، وَوَجِّهْ قَلْبَكَ إِلَى مَعْرِفَتِي». وربما جزء كبير منها هو إعادة صياغة لعمل مصري يعود إلى الألفية الثانية قبل الميلاد، وهو تعاليم أمينيموبي، الذي وصل إلى المؤلف (أو المؤلفين) من خلال الترجمة الآرامية.
- القسم الرابع (الإصحاح 24: 23- 34): حيث يبدأ هنا قسمًا ومصدرًا جديدين مع عبارة «وَهَذِهِ أيضاً مَزِيدٌ مِنْ أقوالِ الحِكْمَةِ». وهي مجموعة ثابتة من الأمثال تُنسب أيضًا إلى حكماء مجهولين.
- القسم الخامس (الإصحاحات 25- 29): يستهل الكلام بعبارة مفادها أن الأمثال الآتية قد دونها «رجال الملك حزقيا» ملك يهوذا، مشيرة إلى أنها جُمعت في عهد حزقيا في أواخر القرن الثامن قبل الميلاد؛ ومن ثمَّ نسبوها إلى سليمان عليه السلام. وتتكون من 127 مثلاً.
- القسم السادس (الإصحاح 30): يحتوي على كلام «آجور بن ياقة» من قبيلة مسّا الإسماعيلية العربية (30: 1- 14) وعلى سلسلة أمثال عددية (30: 15- 33)
- القسم السابع (الإصحاح31): يحتوي على أقوال «الملك لموئيل» ملك قبيلة مسّا (31: 1- 9)، على مدح للمرأة الفاضلة والزوجة الصالحة (31: 10- 31). وترى بعض المصادر أن القسمين السادس والسابع بمثابة مجموعة من الملاحق، تختلف تمامًا في الأسلوب والتركيز عن الأقسام السابقة.

## مشاكل السفر وسماته

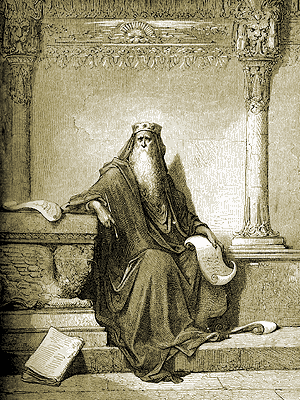
سليمان يكتب الأمثال (غوستاف دوريه)

تنقسم المشاكل الموجودة في سفر الأمثال إلى ثلاثة أقسام:
القسم الأول: الاختلاف والتناقض بين السفر العبري ونصه اليوناني.
القسم الثاني: إضافات النُّساخ.
القسم الثالث: احتواء السفر على نصوص غير أكيدة وغير ثابتة وغامضة المعنى.
كما هو معلوم فإنَّ سفر الأمثال يتضمن أقوال تحث على الأخلاق والفضيلة وأقوال في الحكمة، وهناك أمثال وحكم تقال بشكل عام، وهناك أمثال تتضمن وصايا وفرائض ملزمة، ولا يقتصر هذا التنوع على المضمون؛ بل هناك تنوع في الأسلوب أيضًا، حيث تتميز الأمثال العامة بأنها أقصر ولها قافية واحدة، في حين أنَّ الأمثال الإلزامية تكون أطول وأقرب إلى الخطاب الكامل. ومن الواضح أنَّه لم يتم ترتيب أقوال الحكم والأمثال في السفر بحسب موضوعاتها أو وفق نظام محدد؛ بل السفر عبارة عن مجموعة واسعة من الأفكار والموضوعات، إذ تجد عبارات متجاورة تتناول موضوعات مختلفة، وكذلك عبارات في إصحاحات بعيدة تتناول موضوعات متشابهة.

## الطوائف اليهودية وسفر الأمثال
سفر الأمثال له مكانة متميزة في احتفالات اليهود بأعيادهم؛ إذ يقسمه يهود المغرب إلى ستة أقسام ويقرؤونه كل سبت قبل صلاة منتصف النهار (المنحاه) في الفترة الممتدة من عيد الفصح وحتى عيد الأسابيع. في حين يقسمه يهود العراق إلى ثلاثة أقسام ويقرؤونه قبل بداية صلاة منتصف نهار (المنحاة) أول يوم سبت من شهر آذار وشهر نيسان. ويقرأ بعض يهود ليبيا ويهود جزيرة جربة في تونس سفر الأمثال قبل صلاة منتصف نهار (المنحاة) يوم عيد الأسابيع.

## بيبلوجرافيا
- Alter، Robert (2010). The Wisdom Books: Job, Proverbs, and Ecclesiastes: A Translation with Commentary. W.W. Norton & Co. ISBN:9780393080735. مؤرشف من الأصل في 2020-01-27.
- Berlin، Adele (2011). "Cosmology and creation". في Berlin، Adele؛ Grossman، Maxine (المحررون). The Oxford Dictionary of the Jewish Religion. Oxford University Press.
- Boccaccini، Gabriele (2002). Roots of Rabbinic Judaism: An Intellectual History, from Ezekiel to Daniel. Eerdmans. ISBN:9780802843616. مؤرشف من الأصل في 2020-01-27.
- Clements، Ronald E. (2003). "Proverbs". في Dunn، James D. G.؛ Rogerson، John William (المحررون). Eerdmans Commentary on the Bible. Eerdmans.
- Crenshaw، James (2000). "Unresolved Issues in the Wisdom Literature". في Tate، Marvin E.؛ Ballard، Harold Wayne؛ Tucker، W. Dennis (المحررون). An Introduction to Wisdom Literature and the Psalms. Mercer University Press. ISBN:9780865546523. مؤرشف من الأصل في 2020-01-27.
- Farmer، Kathleen A. (1991). Who knows what is good? : a commentary on the Books of Proverbs and Ecclesiastes. Wm. B. Eerdmans Publishing. ISBN:9780802801616. مؤرشف من الأصل في 2020-01-27.
- Farmer، Kathleen A. (1998). "The Wisdom Books". في McKenzie، Steven L.؛ Graham، Matt Patrick (المحررون). The Hebrew Bible Today: An Introduction to Critical Issues. Westminster John Knox Press. ISBN:9780664256524. مؤرشف من الأصل في 2019-07-03.
- Fox، Michael V. (2000). Proverbs 1–9.
- ——— (2009). Proverbs 10–31. Yale University Press. ISBN:978-0300155563. مؤرشف من الأصل في 2020-01-27.
- Grabbe، Lester L. (2006). A History of the Jews and Judaism in the Second Temple Period. Continuum. ج. 1: The Persian Period (539-331 BCE). ISBN:9780567043528. مؤرشف من الأصل في 2019-07-03.
- Kaiser، Christopher B. (1997). Creational theology and the history of physical science. Brill. ISBN:9004106693. مؤرشف من الأصل في 2020-01-27.
- Keown، Gerald (2000). "The Canonical Shape of the Wisdom Literature". في Tate، Marvin E.؛ Ballard، Harold Wayne؛ Tucker، W. Dennis (المحررون). An Introduction to Wisdom Literature and the Psalms. Mercer University Press. ISBN:9780865546523. مؤرشف من الأصل في 2020-01-27.
- Longman، Tremper؛ Garland، David E. (2009). Proverbs—Isaiah. Zondervan. ISBN:9780310590583. مؤرشف من الأصل في 2020-01-27.
- Page Lee، H. (1990). "Council, Heavenly". في Watson E. Mills (المحرر). Mercer Dictionary of the Bible. Mercer University Press.
- Parrish، V. Steven (1990). "Creation". في Mills، Watson E. (المحرر). Mercer Dictionary of the Bible. Mercer University Press.
- Perdue، Leo G. (2007). Wisdom Literature: A Theological History. Presbyterian Publishing. ISBN:9780664229191. مؤرشف من الأصل في 2020-01-27.
- Perdue، Leo G. (2012). Proverbs. Westminster John Knox Press. مؤرشف من الأصل في 2020-01-27.
- Sinnott، Alice M. (2005). The Personification of Wisdom. Ashgate Publishing. ISBN:9780754651246. مؤرشف من الأصل في 2020-01-27.
- Smothers، Thomas (2000). "Biblical Wisdom in its Ancient Middle Eastern Context". في Tate، Marvin E.؛ Ballard، Harold Wayne؛ Tucker، Karl Smith (المحررون). An Introduction to Wisdom Literature and the Psalms. Mercer University Press.
- Tucker، W. Dennis (2000). "Literary Forms in the Wisdom Literature". في Tate، Marvin E.؛ Ballard، Harold Wayne؛ Tucker، W. Dennis (المحررون). An Introduction to Wisdom Literature and the Psalms. Mercer University Press. ISBN:9780865546523. مؤرشف من الأصل في 2020-01-27.
- Crenshaw, James L. "Book of Proverbs," The Anchor Bible Dictionary, 1992
- Dockery, David S. (general editor), Holman Bible Handbook, Holman Bible Publishers, Nashville, 1992
- Lasor, William Sanford, Hubbard, David Allan, & Bush, Frederic Wm., Old Testament Survey: The Message, Form, and Background of the Old Testament, 1996
- Murphy, Roland E., Wisdom Literature: Job, Proverbs, Ruth, Canticles, Ecclesiastes, and Esther. Grand Rapids, 1981
- Steinmann, Andrew. "Proverbs 1–9 as a Solomonic Composition," Journal of the Evangelical Theological Society, 43, no. 4
- Waltke، Bruce (2004). Book of Proverbs: Chapters 1–15. Wm. B. Eerdmans. ISBN:978-0-8028-2545-2.
- Waltke، Bruce (2005). The Book of Proverbs: Chapters 15–31. Wm. B. Eerdmans. ISBN:978-0-8028-2776-0.

## وصلات خارجية
- نص سفر الامثال على موقع تكلا
- نص سفر الأمثال على موقع ويكي مصدر
- تفسير سفر الامثال
- نص سفر الأمثال بالعبرية
- سفر الأمثال في الموسوعة البريطانية
- Crawford H. Toy, Proverbs (International Critical Commentary), New York: Charles Scribner's Sons, 1899. Online copy at the Internet Archive